# Anthene saddacus
Anthene saddacus är en fjärilsart som beskrevs av Talbot 1935. Anthene saddacus ingår i släktet Anthene och familjen juvelvingar. Inga underarter finns listade i Catalogue of Life.